# 毛里求斯寿带
是分佈在毛里裘斯及留尼旺的壽帶屬。牠們棲息在亞熱帶或熱帶低地的潮濕森林。
毛里求斯寿带体重约10.79克，翼长约70毫米，嘴峰长约15.9毫米，喙宽度约5.2毫米，喙厚度约4毫米，跗蹠长约20.4毫米，尾长约71毫米。毛里求斯寿带在其分布区内为留鸟，食性为肉食性，主要食物来源是陆生无脊椎动物。

## 亚种
- ：分布于留尼汪岛。
- ：分布于毛里求斯。[3]